# Château de la Cosse
Le château de la Cosse est un château situé à Veyrac, dans la région Nouvelle-Aquitaine, en France.

## Localisation
Le château est situé dans le département français de la Haute-Vienne, sur la commune de Veyrac, à proximité de la RN141 entre Limoges et Saint-Junien.

## Historique
L'édifice date du XVIIIe siècle. Il fut bâti autour de 1763.  Il est communément admis que son concepteur fut l'architecte Joseph Brousseau, bien qu'aucun document d'époque ne puisse confirmer cette hypothèse.
Son créateur et premier propriétaire était Joseph Morel (écuyer, seigneur de Montandeix, capitaine au régiment de Clermont prince infanterie) qui y mourut en 1781.
De style classique, le château de la Cosse unit à la fois la monumentalité classique et la simplicité rurale. Il prend place au cœur d'un joli parc paysager agricole, dessiné en 1857 par le Comte de Choulot, paysagiste.
Il aurait d'abord été couvert de tuiles courbes (tuiles canal) et n'aurait reçu son actuelle  couverture d'ardoise que vers 1870.
Le château (façades et toitures) est classé au titre des monuments historiques  par arrêté du 7 juillet 1977. Une partie de l'intérieur (escalier principal, salon, salle à manger), ainsi que les façades et toitures des communs, sont inscrits au titre des monuments historiques à la même date.
En 2025, un incendie provoque la destruction totale de la toiture.